# Camarón de la Isla
José Monje Cruz (5 tháng 12 năm 1950 – 2 tháng 7 năm 1992), được biết nhiều tới với cái tên trên sân khấu Camarón de la Isla, một ca sĩ nhạc flamenco gốc nửa Tây Ban Nha, nửa du mục. Được xem là một những ca sĩ flamenco nổi tiếng nhất mọi thời đại, ông ta được lưu ý đã chơi nhạc chung với Paco de Lucia và Tomatito, cả ba là những người chính đóng vai trò quan trọng trong việc làm sống lại nhạc flamenco trong nửa phần sau của thế kỷ 20.

## Thời thơ ấu
Ông ta sinh ra tại San Fernando, Cádiz, Tây Ban Nha, trong một gia đình du mục, người con thứ hai trong 8 người con. Mẹ ông là Juana Cruz Castro, a một người đan rổ ("La Canastera"), mà có ảnh hưởng lớn đến việc ca nhạc của ông. Cha ông, Juan Luis Monje, cũng là một ca sĩ cũng như là một thợ rèn, và có một lò rèn nơi Camarón đã làm việc khi còn là một thiếu niên. Chú ông José đã đặt tên ông là Camarón (tiếng Tây Ban Nha: "Shrimp") bởi vì ông có tóc vàng hoe và da trắng. Khi cha ông chết vì bệnh xuyển, trong khi vẫn còn trẻ, gia đình ông gặp khó khăn tài chính. Vào lúc 8 tuổi, ông bắt đầu hát tại các quán ăn và trạm xe buýt với Rancapino để kiếm tiền. Khi được 16 tuổi, ông đạt được giải nhất tại đại nhạc hội del Cante Jondo ở Mairena de Alcor. Camarón sau đó lên Madrid với Miguel de los Reyes và vào năm 1968 trở thành nghệ sĩ chính thức của Tablao Torres Bermejas nơi ông ở lại đó 12 năm trường.